# Rosario Surós Julià
Rosario Surós Julià (Riudarenes, 1909 - 1976) fou una cuinera catalana que va crear i va ser xef del restaurant Hispània. L'Hispània té una estrella Michelin.
Amb nou anys, Rosario va anar a fer de cuinera a casa del metge del poble. Allà va començar a idear plats basats en la cuina tradicional catalana utilitzant productes de primera qualitat de cada temporada. Alhora que els inventava, els escrivia en un receptari.
Es va casar amb Joaquim Rexach i es va posar a vendre peix i fruita a Sils. El 1952 es van establir en un antic garatge de la carretera N-II, a l'alçada de Caldetes (Caldes d'Estrac), i van batejar el lloc amb el nom d'Hispània. En un principi hi van vendre benzina, amanides, "suaus", cafès i gasoses. De primer, la gent es portava el dinar de casa, i s'hi paraven els camioners camí de França. Després, va començar a oferir plats cuinats amb els millors productes de tota la comarca, i convertí en 1952 el garatge en un restaurant.